# Lovers and Lunatics
Lovers and Lunatics è un cortometraggio muto del 1916 diretto da Horace Davey e interpretato da Betty Compson.

## Produzione
Il film fu prodotto da David Horsley per la Cub Comedies.

## Distribuzione
Distribuito dalla Mutual Film, il film - un cortometraggio in una bobina - uscì nelle sale cinematografiche USA il 27 ottobre 1916.